# مقاطعة كارولين (ماريلاند)
مقاطعة كارولين (بالإنجليزية: Caroline County, Maryland)‏ هي إحدى مقاطعات ولاية ماريلاند في الولايات المتحدة. تأسست سنة 1774، بلغ عدد سكانها 33066 نسمة في عام 2010 حسب إحصاء مكتب تعداد الولايات المتحدة .

## أعلام
- تشارلز ديكنسون

## وصلات خارجية
- http://www.carolinemd.org/
- United States Counties